# Carlos Peña González
Carlos Hernán Peña González (Chile, 8 de junio de 1959) es un abogado y profesor universitario chileno. Desde 2007 es rector de la Universidad Diego Portales y columnista dominical del diario El Mercurio. Además, es vicepresidente de CIPER Chile; integrante del directorio de la Fundación Nicanor Parra; Consejero del Teatro Municipal de Santiago; miembro del directorio del Museo de la Memoria y los Derechos Humanos e integrante de la Comisión de Verdad Histórica y Nuevo Trato con los Pueblos Indígenas (2001-2003). Además, fue Asesor de gobierno de la Reforma Procesal Penal (1994-2000) y en derecho de Familia (1989-1994).

## Biografía
Peña creció en el centro de Santiago, con sus padres y su abuela materna, una profesora normalista muy culta que le transmitió curiosidad intelectual. Desde muy pequeño leía los periódicos El Mercurio y El Siglo. Estudió en el Liceo de Aplicación, donde se destacó como excelente alumno. Fue ateo desde la más tierna infancia.
Entró a estudiar derecho a la Universidad Católica por el consejo de un cuñado. Aun cuando era opositor a Pinochet, tomó Derecho Político con el propio Jaime Guzmán. Obtuvo un Magíster en Sociología del mismo plantel. En octubre y noviembre de 1988 realizó un seminario de Especialización en Teoría de Sistemas, bajo la Dirección de Niklas Luhmann. Obtuvo un doctorado en Filosofía en la Universidad de Chile.

## Libros
- Peña, Carlos (2021). Ideas periódicas introducción a la sociedad de hoy. Ediciones el Mercurio. 460 páginas.
- _____(2020). La mentira noble. Sobre el lugar de mérito en la vida humana. Editorial Taurus. 240 páginas.
- _____(2020). Pensar el malestar. La crisis de octubre y la cuestión constitucional. Editorial Taurus. 340 páginas.
- _____(2019). El tiempo de la memoria. Editorial Taurus. 220 páginas.
- _____(2018). Por qué importa la filosofía. Editorial Taurus.
- _____(2017). Lo que el dinero sí puede comprar. Editorial Taurus. 285 páginas.
- _____(2015). Ideas de Perfil. Editorial Hueders. Número de páginas: 602- Santiago de Chile.
- _____(2011). Estudios sobre Rawls. Madrid, Fundación Coloquio Jurídico Europeo.
- _____(2010). El concepto de cohesión social. México, Ediciones Coyoacán.
- _____(2008). Rawls y el problema de la realidad y la justificación en la filosofía política. Distribuciones Fontamanara S.A. México.
- _____(1996). Práctica Constitucional y Derechos Fundamentales. Santiago, Corporación Nacional de Reparación y Reconciliación, 425 páginas.
- _____(1994). Evolución de la Cultura Jurídica Chilena. Santiago: C.P.U. 186 páginas.

### Libros coescritos/editados
- Peña, Carlos, Correa, Jorge, et. al. (1992). El poder judicial en la encrucijada. Estudios sobre Poder Judicial y Sistema Político, Santiago: Ediciones Cuadernos de Análisis Jurídico, Santiago.
- Peña, Carlos & Etcheberry, Leonor (2002). Nueva Regulación del Derecho de Alimentos, Santiago.
- Peña, Carlos & Brunner, José (2008). Reforma de la Educación Superior. Santiago Ediciones UDP. anshex ultra dou